# Phanerolepida
Phanerolepida is een geslacht van weekdieren uit de klasse van de Gastropoda (slakken).

## Soort
- Phanerolepida transenna (Watson, 1879)